# Smouha Sporting Club
Smouha Sporting Club (arabsky سموحة الرياضي) je egyptský fotbalový klub hrající v egyptské Premier League. Klub byl založen v roce 1949 a své domácí zápasy hraje na alexandrijském stadionu Alexandria Stadium s kapacitou pro 13 660 diváků.